# Condado de Nicollet
El condado de Nicollet (en inglés: Nicollet County), fundado en 1853 y con nombre en honor al explorador Joseph Nicolás Nicollet, es un condado del estado estadounidense de Minnesota. En el año 2000 tenía una población de 29.771 habitantes con una densidad de población de 25 personas por km². La sede del condado es St. Peter aunque la ciudad más grande es North Mankato.

## Geografía
Según la oficina del censo el condado tiene una superficie total de 1209 km² (466,8 mi²), de los que 1171 km² (452,1 mi²) son tierra y 38 km² (14,7 mi²) (3,14%) son agua. Este condado dispone de varios lagos.

## Condados adyacentes
- Condado de Sibley - norte
- Condado de Le Sueur - este
- Condado de Blue Earth - sureste
- Condado de Brown - suroeste
- Condado de Renville - noroeste

### Principales carreteras y autopistas
| - U.S. Autopista 14 - U.S. Autopista 169 - Carretera estatal 4 - Carretera estatal 15 - Carretera estatal 22 | - Carretera estatal 60 - Carretera estatal 9 - Carretera estatal 111 - Carretera estatal 295 - Carretera estatal 333 |

## Demografía
Según el censo del 2000 la renta per cápita media de los habitantes del condado era de 46.170 dólares y el ingreso medio de una familia era de 55.694 dólares. En el año 2000 los hombres tenían unos ingresos anuales 36.236 dólares frente a los 25.344 dólares que percibían las mujeres. El ingreso por habitante era de 20.517 dólares y alrededor de un 7,50% de la población estaba bajo el umbral de pobreza nacional.

## Ciudades y pueblos
- Courtland
- Lafayette
- Mankato
- Nicollet
- North Mankato
- St. Peter

### Municipios
- Municipio de Belgrade
- Municipio de Bernadotte
- Municipio de Brighton
- Municipio de Courtland
- Municipio de Granby
- Municipio de Lafayette
- Municipio de Lake Prairie
- Municipio de New Sweden
- Municipio de Nicollet
- Municipio de Oshawa
- Municipio de Ridgely
- Municipio de Traverse
- Municipio de West Newton

### Comunidades no incorporadas
- Klossner
- Norseland
- St. George
- West Newton